# Melhor Plano
Melhor Plano é uma startup brasileira com sede em Belo Horizonte, Minas Gerais. Fundada em 2015 por Pedro Santiago Israel e Felipe Magalhães Byrro, fornece um website para comparação de serviços de telecomunicações e financeiros, e organiza o Prêmio Melhor Plano para os melhores serviços em determinadas categorias. O site oferece também artigos informativos e ferramentas de comparação de preços para planos de banda larga e internet móvel, TV por assinatura, telefone fixo, cartão de crédito e conta corrente.

## História
O Melhor Plano foi criado em 2015 por Pedro Israel e Felipe Byrro e tem sede em Belo Horizonte, Minas Gerais. A startup surgiu com a proposta de analisar o perfil de consumo do usuário e sugerir o plano de telecomunicação mais adequado. Os fundadores da empresa afirmam que a grande quantidade de ofertas e informações no mercado dificulta uma escolha assertiva por parte do consumidor.
Em 2015, a empresa foi selecionada para um programa de novas soluções do Sebrae, chamado Sebraetec.[carece de fontes?] O programa auxiliou financeiramente o desenvolvimento do primeiro protótipo do site. No mesmo ano, a startup foi aprovada no programa Startup Chile e seus fundadores passaram 6 meses em Santiago, no Chile, onde receberam um aporte de 20 milhões de pesos chilenos.
Em 2016, o site começou a trabalhar com a ferramenta de comparação.[carece de fontes?]
Em junho de 2017, o Melhor Plano foi aprovado na quarta rodada do Seed(Startups and Entrepreneurship Ecosystem Development), recebendo um investimento no valor de R$80 mil. No ano seguinte, a empresa foi selecionada para o programa de Scale-Up da Endeavor, que possui uma rede de profissionais experientes, favorecendo a estruturação e crescimento da empresa.[carece de fontes?]
Em setembro de 2017 a empresa participou da Startups Games, em Belo Horizonte, com mais de 70 startups inscritas. O Melhor Plano ficou em 2º lugar, finalizando a competição com as ações virtuais oferecidas pela Startups Games em um total de £729.795.000,00.
Em 17 de outubro de 2017 o Melhor Plano ganhou o terceiro lugar no Seedstars Brasil 2017. O evento ocorreu em São Paulo e contou com 250 startups inscritas de todo o país.
No início de 2018 começou uma parceria com a empresa Minha Conexão, que foi adquirida pelo Melhor Plano em 1 de outubro de 2020. A compra foi anunciada pela mídia em 24 de novembro de 2020.
Em fevereiro de 2021 a empresa conta com cerca de 50 funcionários e atua com provedores locais de todos os estados do país. Atualmente, a base de planos cadastrados no site conta com ofertas de mais de 400 provedores, entre eles empresas de atuação nacional e regional.

### Logomarca
No dia 8 de março de 2019, o Melhor Plano mudou sua logomarca. Antes a logomarca da empresa possuía um telefone acima do “o” na palavra Melhor, para passar a ideia de um comparador específico de telecomunicações. Porém, com a expansão dos serviços comparados, o telefone foi retirado.  Desde a mudança, a logomarca do Melhor Plano tem a cor esmeralda como principal, e é composta por um cofre de porco acima do nome da empresa.[carece de fontes?]
A tipografia utilizada é Roboto Bold e Roboto Regular.

## Prêmio Melhor Plano
O Prêmio Melhor Plano foi criado em 2019, em parceria com o site Minha Conexão, no intuito de premiar os melhores planos de internet do Brasil. A pesquisa teve outras duas edições, em 2020 e 2021,e é reconhecida nacionalmente, tendo sido divulgada por portais como CNN, Uol, Techtudo, Tecmundo.
Os provedores que ganharam a primeira edição do Prêmio foram definidos a partir de testes de velocidade de internet realizados durante o ano de 2018 no site Minha Conexão. Os testes deram ao total 39.942.603 resultados e 1.022.387 opiniões de usuários sobre a satisfação do provedor foram analisadas. Foi utilizado um algoritmo para evitar fraudes durante a pesquisa. Todos os provedores que tiveram no mínimo mil testes de velocidade durante o período de avaliação e 3% da amostra dos testes por região analisada participaram da pesquisa do prêmio. Nem todas as cidades tiveram dados suficientes para entrar na pesquisa.
A pesquisa contém três categorias, que são Melhor Velocidade de Internet Banda Larga, Maior Satisfação e Melhor Provedor. Na categoria “Melhor Velocidade de Internet Banda Larga”, o provedor mais rápido foi escolhido por meio de um índice que engloba o valor de download e upload, tendo o download peso de 90% e o upload peso de 10%.
Em “Maior Satisfação”, foi levado em consideração a nota dada pelo usuário do Minha Conexão sobre a satisfação do serviço do provedor, sendo 0 a menor nota e 5 a maior nota. O resultado final foi a nota média das avaliações em cada região, sendo contabilizado apenas uma avaliação de IP por mês, para evitar fraudes. A categoria “Melhor Provedor” foi decidida a partir da soma dos índices das categorias principais do prêmio, que são Melhor Velocidade de Internet Banda Larga e Maior Satisfação.